# Macroglossum regulus
Macroglossum regulus là một loài bướm đêm thuộc họ Sphingidae, chi Macroglossum.